# Matariki Whatarau
Matariki Whatarau es un actor y músico neozelandés. Whatarau también es miembro fundador de la banda maorí Modern Māori Quartet. Coescribió e interpretó canciones, con los otros miembros de la banda, para el álbum debut del Modern Māori Quartet, That's Us! (2017).Whatarau apareció en los programas de televisión Go Girls y Find me a Māori Bride. Whatarau también tuvo un papel destacado en la película The Pā Boys (2014). Whatarau fue coanfitrión de My Party Song de Māori Television como parte del Modern Māori Quartet. En 2018, Matariki, junto con otros miembros del Modern Māori Quartet, comenzaron a recorrer su espectáculo de cabaret Modern Māori Quartet: Two Worlds.
Whatarau nació en Auckland Tāmaki Makaurau, Nueva Zelanda y es de ascendencia maorí (Ngāti Kahungunu, Ngāti Raukawa, Ngāti Whanaunga). Matariki asistió a la escuela secundaria en Beijing, China y en Lilongüe, Malawi. Whatarau se graduó de Toi Whakaari: Escuela de Drama de Nueva Zelanda (Te Kura Toi Whakaari ō Aotearoa) y obtuvo una Licenciatura en Artes Escénicas (Actuación) en 2009.

## Carrera

### Teatro
Whatarau actuó en las obras de teatro Awhi Tapu y Party with the Aunties. En enero de 2020, Whatarau actuó en Modern Māori Quartet: Two Worlds, en el teatro Off-Broadway, SoHo Playhouse.

### Cine y televisión
Whatarau tuvo un papel principal como 'Tau', en la película neozelandesa The Pā Boys, junto a su compañero de Modern Māori Quartet, Francis Kora. Whatarau también tuvo papeles secundarios en las películas Tierra de guerreros (2014) y Mahana (2016). Durante 2 temporadas, Matariki interpretó a George Alpert en la serie de falso documental de Māori Television, Find Me a Māori Bride (2015-2017). Matariki y los demás miembros del Modern Māori Quartet actuaron como banda interna en el programa de variedades de Māori Television, Happy Hour (2014). También actuó en algunos de los sketches cómicos del programa.

### Música
Whatarau es miembro de la banda maorí Modern Māori Quartet, junto a Maaka Pohatu, Francis Kora y James Tito.

### Vida personal
Matariki habla mandarín con fluidez.

## Discografía
- Happy Hour (2014)
- That's Us! (2017)